# Black Reel Awards 2007
7. ročník předávání cen Black Reel Awards se konal dne 7. února 2007 ve Washingtonu D.C. Nejvíce cen si domů odnesl film Dreamgirls, celkem 6.

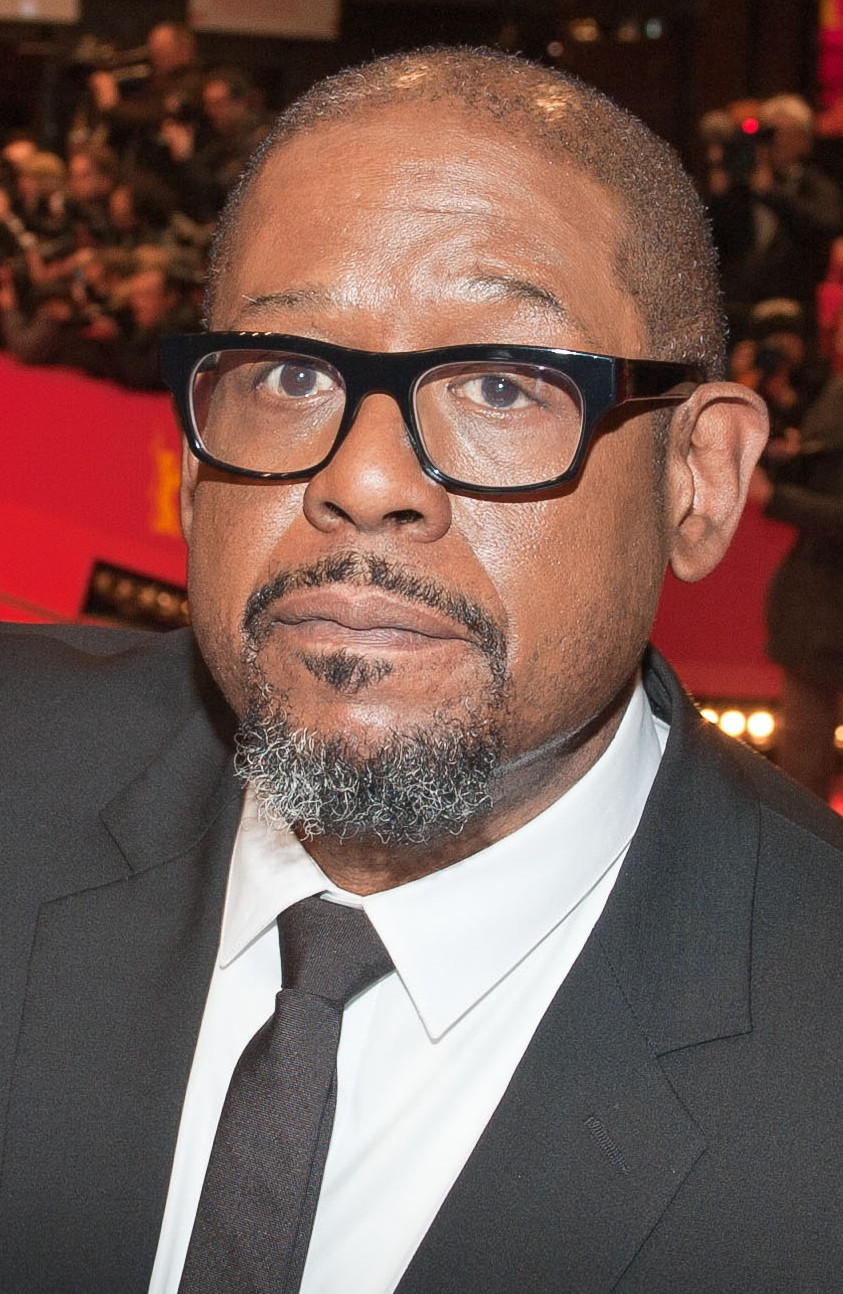
Forest Whitaker, vítěz v kategorii nejlepší mužský herecký výkon v hlavní roli

## Vítězové a nominace
Tučně jsou označeni vítězové.
| Nejlepší film | Nejlepší režie |
| --- | --- |
| - Dreamgirls - Akeelah - Spojenec - Štěstí na dosah - Něco nového | - Spike Lee – Spojenec - Bryan Barber – Klub splněných přání - Sanaa Hamri – Něco nového - Clark Johnson – Strážce - Chris Robinson – ATL                                 |
| Nejlepší mužský herecký výkon v hlavní roli (film) | Nejlepší ženský herecký výkon v hlavní roli (film) |
| - Forest Whitaker – Poslední skotský král - Jamie Foxx – Dreamgirls - Derek Luke – Catch a Fire - Will Smith – Štěstí na dosah - Denzel Washington – Spojenec | - Keke Palmer – Akeelah - Beyoncé – Dreamgirls - Sanaa Lathan – Něco nového                                                                                               |
| Nejlepší mužský herecký výkon ve vedlejší roli (film) | Nejlepší ženský herecký výkon ve vedlejší roli (film) |
| - Djimon Hounsou – Krvavý diamant - Chiwetel Ejiofor – Sexy botky - Chiwetel Ejiofor – Potomci lidí - Laurence Fishburne – Akeelah - Eddie Murphy – Dreamgirls | - Jennifer Hudson – Dreamgirls - Clare-Hope Ashitey – Potomci lidí - Angela Bassettová – Akeelah - Shareeka Epps – Half Nelson - Kerry Washington – Poslední skotský král |
| Nejlepší scénář | Objev roku |
| - Kriss Turner – Něco nového - Bryan Barber – Klub splněných přání - Chris Cleveland a Bettina Gilois – Cesta za vítězstvím - Tina Gordon Chism – ATL - Tyler Perry – Divná šešlost | - Jennifer Hudson – Dreamgirls - Shareeka Epps – Half Nelson - Keke Palmer – Akeelah - Paula Patton – Klub splněných přání - Jaden Smith – Štěstí na dosah                |
| Nejlepší skladatel | Nejlepší soundtrack |
| - Harvey Mason Jr. a Damon Thomas – Dreamgirls - Big Boi – Klub splněných přání - Terence Blanchard – Spojenec - Lisa Coleman a Wendy Melvoin – Něco nového - Aaron Zigman – Akeelah                                                                                                   | - Dreamgirls - Akeelah - Block Party - Něco nového - Tančím, abych žil |
| Nejlepší píseň | Nejlepší nezávislý film |
| - „And I Am Telling You I'm Not Going“ – Dreamgirls – Jennifer Hudson - „Idlewild Blues“ – Klub splněných přání – OutKast - „Listen“ – Dreamgirls – Beyoncé - „One Night Only“ – Dreamgirls – Jennifer Hudson - „People Get Ready“ – Cesta za vítězstvím – Alicia Keys a Lyfe Jennings | - Craig Ross Jr. – Traci Townsend - Toa Fraser – Číslo 2 - Pete Chatmon – Premium                                                                                         |
| Nejlepší mini-série nebo TV film | Nejlepší režie mini-série nebo TV filmu |
| - Stávka (HBO) - bez dalších nominací | - Edward James Olmos – Stávka (HBO) - bez dalších nominací |
| Nejlepší mužský herecký výkon v hlavní roli (TV film, mini-série) | Nejlepší ženský herecký výkon v hlavní roli (TV film, mini-série) |
| - Andre Braugher – Povolání: Zloděj (FX) - bez dalších nominací | - Alexa Vega – Stávka (HBO) - bez dalších nominací |
| Nejlepší mužský herecký výkon ve vedlejší roli (TV film, mini-série) | Nejlepší ženský herecký výkon ve vedlejší roli (TV film, mini-série) |
| - Michael Peña – Stávka (HBO) - bez dalších nominací | - Alfre Woodard – The Water is Wide (Hallmark) - bez dalších nominací |
| Nejlepší scénář mini-série nebo TV filmu | |
| - Ernie Contreras, Marcus DeLeon a Timothy J. Sexton – Stávka (HBO) - bez dalších nominací | |